# مقاطعة بين (مينيسوتا)
مقاطعة بين (بالإنجليزية: Pine County)‏ هي إحدى مقاطعات ولاية مينيسوتا في الولايات المتحدة الأمريكية.